# Mehdi Cerbah
Mehdi Cerbah, né le 3 janvier 1953 à Alger et mort le 29 octobre 2021, est un footballeur international algérien au poste gardien de but,.
Il comptabilise 62 sélections au sein de l'équipe nationale d'Algérie entre 1975 et 1985,.

## Biographie
Au cours de sa carrière il participe à une Coupe du Monde en 1982, ainsi qu'à quatre coupes d'Afrique des nations. Cerbah comptabilise 62 sélections en équipe d'Algérie, avec laquelle il remporte certains titres internationaux.
Il marque les esprits, notamment lors des Jeux méditerranéens de 1975 qui se soldent par une médaille d'or algérienne face à la France, et lors du Mondial 1982 avec une victoire historique face à l'Allemagne de l'Ouest.
Malgré un gabarit inhabituel et moins avantageux pour un gardien de but (il mesure 1,74m), il réalise des envolées et des sauvetages spectaculaires.

### Parcours en clubs
Passé par l’USM Alger, la JS Kabylie, le RC Kouba et le Manic de Montréal (Canada), Mehdi Cerbah décroche six titres nationaux (quatre championnats, une Coupe d’Algérie et une Supercoupe d'Algérie) avec les Canaris de la JS Kabylie et un Championnat en 1981 avec les Koubéens, le RC Kouba est son dernier club entre 1983 et 1986.

### Après-carrière
Après sa carrière de joueur, Cerbah est directeur technique national de la sélection nationale algérienne. Il est aussi l'entraîneur des gardiens de but. Entre 2001 et 2013 il travaille en Arabie Saoudite pour Al-Nassr, puis aux Émirats Arabes Unis avec Al Jazira, avant de terminer au Qatar avec les clubs Al Rayyan SC et Al Sadd SC.

### Mort
Mehdi Cerbah, ancien portier des Verts, meurt le 29 octobre 2021, des suites d’une longue maladie à l'âge de 68 ans.

## Palmarès
JS Kabylie
- Champion d'Algérie en 1973, 1974, 1977 et 1980.
- Vainqueur de la Coupe d'Algérie en 1977.
- Finaliste de la Coupe d'Algérie en 1979.
- Vainqueur de la Supercoupe d'Algérie en 1973.
- Finaliste de la Coupe du Maghreb des clubs champions en 1974

 RC Kouba
- Champion d'Algérie en 1981.

 Algérie
- Médaillé d'Or aux Jeux méditerranéens de 1975 à Alger.
- Vainqueur des Jeux africains en 1978.
- Médaillé de Bronze aux Jeux méditerranéens de 1979 à Split.
- Finaliste de la Coupe d'Afrique des nations en 1980.
- Participation à la Coupe du monde en 1982.
- International algérien de 1975 à 1986. 62 sélections.

### Entraîneur des gardiens
- Vainqueur de la Coupe du Qatar : 2005-06 (Al Rayyan Club)